# Thomas Rauscher (Jurist)
Thomas Rauscher (* 7. Februar 1955 in Erlangen) ist ein deutscher Jurist, Hochschullehrer und Kommunalpolitiker (FDP, nun parteilos). Zwischen 1993 und 2020 war er Inhaber des Lehrstuhls für Internationales Privatrecht, Europäisches Privatrecht sowie Bürgerliches Recht an der Universität Leipzig.

## Leben

### Ausbildung und Beruf
Nach dem Abitur studierte Rauscher zunächst bis zum Diplom 1980 Mathematik in München, anschließend bis 1982 Rechtswissenschaft. 1983 wurde er durch die juristische Fakultät der Ludwig-Maximilians-Universität mit der Arbeit Verpflichtung und Erfüllungsort in Art. 5 Nr. 1 EuGVÜ unter besonderer Berücksichtigung des Vertragshändlervertrages zum Dr. iur. promoviert. Nach dem Rechtsreferendariat war Rauscher ab 1986 zunächst Akademischer Rat, dann Oberassistent an der Universität München. Dort habilitierte er sich 1990 mit dem Thema Reformfragen des gesetzlichen Erb- und Pflichtteilrechts.
Von 1993 bis 2020 hatte Rauscher eine C4-Professur für Internationales Privatrecht, Rechtsvergleichung sowie Bürgerliches Recht an der Universität Leipzig inne. Er war dort Lehrstuhlinhaber und Direktor des Instituts für ausländisches und europäisches Privat- und Verfahrensrecht. Im Rahmen seiner Studien zum Internationalen Privatrecht hat er auch ein Buch zum islamischen Familienrecht vorgelegt. Seit 2020 ist Rauscher emeritiert.
Am 6. Mai 2016 wurde ihm der Titel doctor et professor honoris causa durch die Eötvös-Loránd-Universität Budapest verliehen.

### Politik
Mit der Wahl am 2. März 2008 zog Rauscher für die FDP in den Kreistag des Landkreises Rosenheim ein. Ebenfalls für die FDP trat Rauscher 2009 als Kandidat für die Europawahl und 2013 für die Bundestagswahl für den Wahlkreis Rosenheim an. Im Dezember 2013 trat Rauscher aus der FDP aus und führte sein Kreistagsmandat fraktionslos weiter.

### Kontroverse
Öffentlich bekannt wurde Rauscher wegen einiger umstrittener Äußerungen auf seinem privaten Twitter-Account in den Jahren 2016 und 2017. Unter anderem twitterte er im November 2017 zu einem Aufmarsch von polnischen Patrioten inklusive einem Minister, an dem auch Rechtsextreme teilnahmen, in Warschau: Polen: „Ein weißes Europa brüderlicher Nationen.“ Für mich ist das ein wunderbares Ziel! Bereits 2016 hatte er im Zusammenhang mit der Migrationskrise getwittert: Es ist natürlich, sich zu wehren, wenn die eigene Kultur untergeht. Die ‚Angst des weißen Mannes‘ sollte wehrhaft werden! In einem anderen Tweet aus November 2017 schrieb er: Wir schulden den Afrikanern und Arabern nichts. Sie haben ihre Kontinente durch Korruption, Schlendrian, ungehemmte Vermehrung und Stammes- und Religionskriege zerstört und nehmen uns nun weg, was wir mit Fleiß aufgebaut haben.
Diese Äußerungen wurden in der öffentlichen Diskussion als rassistisch qualifiziert. So warf der Studierendenrat der Universität Leipzig ihm Hetze gegen Flüchtlinge und Muslime sowie eine „aggressive und autoritäre Wortwahl“ vor. Die Universität Leipzig distanzierte sich im November 2017 von Rauscher. Sie erklärte, es würden nun Untersuchungen eingeleitet und dienstrechtliche Schritte gegen Rauscher geprüft. Die sächsische Staatsministerin für Wissenschaft und Kunst, Eva-Maria Stange, schrieb, sie kritisiere die „ausländerfeindliche Meinung von Rauscher“ scharf. Wegen der Äußerungen war es an der Universität zu Protestkundgebungen von Studierenden gekommen.
Rauscher verteidigte seine Äußerungen 2016 in der Leipziger Volkszeitung sowie 2017 in der Huffington Post und nannte den Vorwurf des Rassismus „absolut lächerlich“. Ein „weißes Europa“ sei „genauso wie ein schwarzes Afrika oder ein thailändisches Thailand“ ein „wunderbares Ziel“. Kurz darauf löschte er seinen Twitter-Account. Ende Dezember 2017 legte er seine Positionen in einem Interview im Stern noch einmal dar und argumentierte für einen Ethnopluralismus im Sinne einer gleichberechtigten Anerkennung, den Schutz aller Kulturen und einen evolutionären wechselseitigen Austausch. Auch grenzte er sich von völkischen Positionen ab.
Im Dezember 2017 teilte das sächsische Wissenschaftsministerium mit, dass es gegen Rauscher keine dienstrechtlichen Schritte einleite. Eine Prüfung unter Einbeziehung der Experten des Justizministeriums habe ergeben, dass die geprüften Äußerungen vom Grundrecht auf Meinungsfreiheit gedeckt sind. Im Übrigen könne Rauscher sich auch auf das Grundrecht der Wissenschaftsfreiheit berufen.

## Veröffentlichungen (Auswahl)
- Verpflichtung und Erfüllungsort in Art. 5 Nr. 1 EuGVÜ. Unter besonderer Berücksichtigung des Vertragshändlervertrages. Florentz, München 1984. ISBN 3-88259-276-1
- Sharīʿa – islamisches Familienrecht der sunna und shīʿa. Verlag für Standesamtswesen, Frankfurt am Main 1987. ISBN 3-8019-0328-1
- Reformfragen des gesetzlichen Erb- und Pflichtteilsrechts (4 Tlbde.). Roderer, Regensburg 1990–1993. ISBN 3-89073-580-0
- Familienrecht. 2., neu bearbeitete und erweiterte Auflage. C.F. Müller, Heidelberg 2008. ISBN 978-3-8114-3707-4
- Internationales Privatrecht. Mit internationalem Verfahrensrecht. 5., neu bearbeitete Auflage. C.F. Müller, Heidelberg 2017. ISBN 978-3-8114-9417-6
- EuZPR/EuIPR – Europäisches Zivilprozess- und Kollisionsrecht. Kommentar (5 Bde.). 5., neu bearbeitete Auflage. Otto Schmidt, Köln 2020. ISBN 978-3-504-47207-8